# Comuna Križevci
Križevci (Občina Križevci) este o comună din Slovenia, cu o populație de 3.663 de locuitori (2002).

## Localități
Berkovci, Berkovski Prelogi, Boreci, Bučečovci, Dobrava, Gajševci, Grabe pri Ljutomeru, Iljaševci, Ključarovci pri Ljutomeru, Kokoriči, Križevci pri Ljutomeru, Logarovci, Lukavci, Stara Nova vas, Vučja vas, Zasadi